# FK Wolna Pinsk
Der FK Wolna Pinsk ist ein belarussischer Fußballverein aus Pinsk im Südwesten des Landes.

## Geschichte
Der Klub wurde 1989 als Kommunalnik Pinsk gegründet und nach dem Zusammenbruch der Sowjetunion trat der Klub 1992 als Gründungsmitglied der Perschaja Liha im belarussischen Fußball an. Die Mannschaft reüssierte im vorderen Ligabereich und belegte mehrfach den dritten Tabellenplatz, ehe sie als Vizemeisterin der Spielzeit 1995 an den Relegationsspielen teilnehmen durfte. Gegen Schinnik Babrujsk reichte ein 2:0-Heimspielerfolg nicht zum Aufstieg, da das Rückspiel mit 0:3 verloren wurde.
1997 erfolgte die Umbenennung in FK Pinsk-900, unter diesem Namen erreichte die Mannschaft in der Spielzeit 1998 erneut den dritten Platz hinter den Aufsteigern FK Lida und Swislatsch-Krowlja Assipowitschy. In der folgenden Spielzeit gelangen nur noch sechs Saisonsiege, aufgrund des schlechteren direkten Vergleichs gegenüber dem punktgleichen Konkurrenten FK Wejna stieg die Mannschaft in die Drittklassigkeit ab. Als Vizemeister hinter MTZ-RIPA Minsk gelang 2002 der Wiederaufstieg, in der Zweitliga-Spielzeit 2003 verpasste der Aufsteiger jedoch den Klassenerhalt. Zwei Jahre später gelang der erneute Aufstieg, dieses Mal hielt sich auf in der Spielzeit 2009 hinter Aufsteiger Belschyna Babrujsk Vizemeister. Nach Plätzen im mittleren Tabellenbereich in den folgenden Jahren folgte am Ende der Spielzeit 2014 der erneute Abstieg.
Zu Spielzeit 2017 kehrte Wolna Pinsk in die Perschaja Liha zurück und etablierte sich im mittleren Tabellenbereich.